# Xyletobius collingei
Xyletobius collingei är en skalbaggsart som beskrevs av Perkins 1910. Xyletobius collingei ingår i släktet Xyletobius och familjen trägnagare. Inga underarter finns listade i Catalogue of Life.